# SourceForge
SourceForge é um repositório de código fonte baseado em Web. Ele atua como um centro para desenvolvedores gerenciarem projetos livres e de código aberto colaborativamente. Foi um dos primeiros a oferecer esse tipo de serviço para projetos abertos. O site é executado pelo software SourceForge Enterprise Edition, uma ramificação da última versão aberta. Em maio de 2013, o SourceForge hospedava mais de 324 mil projetos, e possuía mais de 3 milhões de usuários registrados, porém nem todos estão ativos. O domínio sourceforge.net atraiu cerca de 2,8 milhões de visitantes em setembro de 2013, de acordo com uma pesquisa realizada pela Compete.

## História
A Fundação de Software Livre criou seu próprio projeto GNU Savannah como resposta ao estado proprietário do software da SourceForge. Vários sites colaboradores agora existem utilizando derivações do software da SourceForge original.
O código da SourceForge foi disponibilizado público, mas depois a VA Software decidiu não fazer nenhuma nova versão aberta do código. O último código disponível oficialmente foi 2.5, e a versão no CVS logo antes de fechar foi 2.61. Savannah é uma derivação do trabalho baseado na versão 2.0. Em 2003 a VA Software liberou a primeira versão do SourceForge Enterprise Edition 4.x - uma completa revisão da aplicação escrita em Java. Registros de organizações que utilizam o SourceForge 4.x relata que a performance e a escalabilidade são sensivelmente superiores que as versões baseadas nos códigos SourceForge 3.x ou o antecessor 2.x. SourceForge 4.x também suporta os padrões SOAP XML Web Services API para maior integração e extensibilidade.
Gforge.org: um dos desenvolvedores iniciou uma revisão - GForge projeto - baseado na última versão conhecida do CVS da SourceForge. Novos serviços têm sido adicionados e o livre desenvolvimento continuou.

### Controvérsia doDevShare
Em julho de 2013, foi anunciado pelo blog do SourceForge uma nova forma de distribuição dos projetos, inicialmente apenas para projetos convidados, chamada DevShare, que utiliza instaladores código fechado acompanhados de propagandas, onde parte do lucro seria dividido entre o dono do projeto e o SourceForge. Opiniões variam, onde alguns dizem que uma novidade inofensiva e interessante para projetos gratuitos (como alternativa a doações), e outros dizem que os instaladores são de confiabilidade duvidosa, por incluir software como a barra do Ask.com e, por enganar os usuários.
O time de desenvolvedores do GIMP, após receber reclamações de usuários sobre o site aonde os instaladores para Windows eram mantidos, não só pelo DevShare, mas também pela existência de falsos botões de download (provenientes de propagandas) que enganam os usuários, resolveu hospedar os instaladores em seu próprio servidor FTP, mantendo a página no SourceForge, direcionando os usuários para a nova localização.